# Outer Banks (sèrie de televisió)
Outer Banks (també coneguda com a OBX) és una sèrie de televisió estatunidenca original de Netflix, creada per Josh Pate, Jonas Pate i Shannon Burke. Encaixa a les categories d'aventura, misteri, thriller i drama juvenil. Es va estrenar el 15 d'abril de 2020 amb 1 temporada de 10 episodis d'uns 50 minuts cada un. Una segona temporada es va estrenar el 30 de juliol de 2021, amb deu episodis d'uns cinquanta minuts cadascun. Més tard, es va estrenar una tercera temporada i aquest 2024 ha sortit la penúltima temporada, ja que s'espera una cinquena i última part de la sèrie.
El lloc on transcorren els fets, Outer Banks, dona nom a la sèrie i existeix a la vida real, format per una cadena d'illes situades a la costa de Carolina del Nord, EUA. Encara que també hi han gravat a Charleston, Bahamas i fins i tot al Marroc.

## Sinopsi
La sèrie segueix la història de John B, un jove presumptament orfe de classe baixa que té com a objectiu passar-s'ho bé a l'estiu amb el seu grup d'amics. El seu pare desapareix a l'oceà Atlàntic en mig de la recerca d'un suposat tresor, el Royal Merchant. Tots el donen per mort però John B, convençut que el seu pare no és mort, decideix, nou mesos després, investigar amb profunditat la desaparició del seu pare i continuar amb la recerca del Royal Merchant amb el seu grup d'amics. La sèrie també s'enfoca en la tensió que hi ha dins la convivència constant de dues classes oposades, la classe benestant (anomenats Kooks) i la classe pobra (anomenats Pogues).

## Episodis i temporades

### Temporada 1 (2020)
| N.º | Títol                                      |
| --- | ------------------------------------------ |
| 1   | Pilot                                      |
| 2   | The Lucky Compass (La brúixola de la sort) |
| 3   | The Forbidden Zone (La zona prohibida)     |
| 4   | Spy Games (Jocs d'espies)                  |
| 5   | Midsummers (Festa d'estiu)                 |
| 6   | Parcel 9 (Parcel·la 9)                     |
| 7   | Dead calm (Calma total)                    |
| 8   | The Runway (La pista)                      |
| 9   | The Bell Tower (El campanar)               |
| 10  | The Phantom (La Phantom)                   |

### Temporada 2 (2021)
| N.º | Títol                                    |
| --- | ---------------------------------------- |
| 1   | The Gold (L'or)                          |
| 2   | The Heist (L'atracament)                 |
| 3   | Prayers (Pregàries)                      |
| 4   | Homecoming (La tornada a casa)           |
| 5   | The Darkest Hour (L'hora més fosca)      |
| 6   | My Druthers (El Druthers)                |
| 7   | The Bonfire (La foguera)                 |
| 8   | The Cross (La creu)                      |
| 9   | Trapped (Atrapats)                       |
| 10  | The Coastal Venture (El Coastal Venture) |

Temporada 3 (2023)
| N.º | Títol                                           |
| --- | ----------------------------------------------- |
| 1   | Poguelandia                                     |
| 2   | The bells (Les campanas)                        |
| 3   | Fathers and Sons (Pares i fills)                |
| 4   | The diary (El diari)                            |
| 5   | Heists (Robatoris)                              |
| 6   | The Dark Forest (El bosc fosc)                  |
| 7   | Happy Anniversary (Feliç aniversari)            |
| 8   | Tapping the Rudder (Tocant el timó)             |
| 9   | Welcome to Kitty Hawk (venvinguts a Kitty Hauk) |
| 10  | Secret of the Gnomon (Secret del Gnomon)        |

Temporada 4 (2024)
| N.º | Títol                                  |
| --- | -------------------------------------- |
| 1   | The Enduro (L'enduro)                  |
| 2   | Blackbeard (Barbanegra)                |
| 3   | The Lupine Corsairs (El Llupí Corsari) |
| 4   | The swell (L'onatge)                   |
| 5   | Albatross (Albatros)                   |
| 6   | The Town Council (L'ajuntament)        |
| 7   | Mothers and fathers (Mares i pares)    |
| 8   | Family Plot (Trama familiar)           |
| 9   | The Storm (La Tempesta)                |
| 10  | The Blue Crow (La Corona Blava)        |

## Personatges i repartiment

### Principals
- John Booker Routledge (interpretat per Chase Stokes): És el protagonista de la sèrie. Sovint és anomenat John B i és un jove carismàtic, de 16 anys, i líder dels Pogues, un grup d'amics, generalment del barri pobre. Vivia amb el seu pare fins que aquest va desaparèixer a l'oceà Atlàntic, mentre buscava un gran tresor. Més endavant, convenç al grup dels Pogues de continuar amb la recerca del tresor que seu pare havia començat i investigar perquè i com va desaparèixer. Viu sol des que el seu pare va desaparèixer, tot i que la policia el vol portar a un centre de menors.
- JJ Maybank (interpretat per Rudy Pankow): Forma part del grup d'amics de John B, els Pogues, i també té 16 anys. Mai pensa abans d'actuar i això el porta a prendre males decisions i a acabar en baralles amb els seus rivals, els Kooks. Té un punt més agressiu que els altres Pogues, però per sobre de tot és valent i fidel al seu grup. John B el defineix com "el millor surfista que coneix". Du des de l'episodi 1 de la primera temporada enmorat de Kiara, però quan ella li diu que sent el mateix s'asusta i la fa enfora de la seva vida. A la tercera temporada es que Kiara li diu que l'estima, J.J. finalment, admet que ell tambe i desde alla esta junts. Té una molt mala situació familiar, ja que la seva mare és morta i el seu pare és alcohòlic i drogaddicte i sovint el maltracta.
- Pope Heyward (interpretat per Jonathan Daviss): També pertany al grup dels Pogues i té 16 anys. És un noi força intel·lectual que sempre pensa abans d'actuar i intenta arribar a la solució menys conflictiva. Tot i això, té un esperit aventurer igual que els seus amics i decideix unir-se a la recerca del Royal Merchant amb John B i els altres. De fet, John B el defineix com "el cervell de l'operació". Té una bona relació amb el seu pare, el qual és propietari d'una botiga de marisc i força conegut a l'Outer Banks.
- Kiara Carrera (interpretada per Madison Bailey): També és una Pogue i té 16 anys. A diferència dels altres membres del grup dels Pogues, ella és procedent d'una família rica i benestant, tot hi que ho odia i sempre intenta no semblar de classe social alta. Des de la primera temporada es nota la conecció especial que te amb J.J., però no es fins a la temporada 3 en la qual s'adona de que ell es el que de veritat li agrada i al final de la temporada ell li revela el que sent i estan junts. Tot i aquestes diferències, encaixa bé en el grup dels Pogues, gràcies al seu humor i les seves ganes d'aventura.
- Sarah Elizabeth Cameron (interpretada per Madelyn Cline): També té 16 anys i és la filla d'una de les famílies riques de l'Outer Banks. En un principi, no pertany al grup dels Pogues. De fet, ells solen menysprear-la pel seu estatus social alt (l'anomenen amb el sobrenom de "princesa"). Quan John B i Sarah coincideixen en una aventura, Sarah s'adona que té una vida avorrida, totalment planificada i sense cap incertesa, però ella vol més aventura. Per tant, es comença a integrar al grup dels Pogues. És una persona intel·ligent i amb bones intencions.
- Ward Cameron (interpretat per Charles Esten): És el pare de Sarah i un home de negocis extremadament ric. Es mostra davant la gent com un bon pare, un home simpàtic i benintencionat, però més tard es descobreix que va treballar amb John Routledge (el pare de John B) per trobar el tresor, però Ward el va trair, mostrant-se com una persona manipuladora, ambiciosa i capaç de qualsevol cosa que li permeti quedar-se amb el tresor.
- Topper Thornton (interpretat per Austin North): Té 16 anys i és el cap dels Kooks, un grup d'amics del barri ric i rivals dels Pogues. És l'exnòvio de la Sarah i segueix profundament enamorat. Procedeix d'una família molt rica i és un surfista reconegut a nivell nacional. Sovint busca bresca amb els Pogues, però quan veu que la Sarah comença a anar amb ells, intenta no ficar-s'hi per donar una bona imatge a la Sarah.
- Rafe Cameron (interpretat per Drew Starkey): Té 19 anys i és el germà gran de la Sarah. Pertany al grup dels Kooks i sempre busca bresca amb els Pogues. És una persona violenta i agressiva, que sempre es posa en problemes. Trafica amb cocaïna, fent de camell, però es torna addicte. Això el porta cap a un mal camí i comença a tenir problemes amb la família, amb els Kooks i amb els traficants de droga.

### Secundaris
- Rose (interpretada per Caroline Arapoglou): És la mare de Wheezie i madrastra de la Sarah i Rafe. Va créixer en el barri pobre, però ara s'ha fet un lloc en el barri ric. És molt innocent i no s'adona gaire del que passa al seu voltant. Tot i això té un punt cruel i una atracció pels diners.
- Wheezie Cameron (interpretada per Julia Antonelli): Té 13 anys i és la germanastra de la Sarah i Rafe. És molt madura i espavilada. Sovint li agrada tafanejar els assumptes dels seus germanastres. Es porta molt bé amb la Sarah, de fet sovint la cobreix quan surt de casa d'amagat.
- Kelce (interpretat per Deion Smith): Té 16 anys i pertany al grup dels Kooks. Aquest també és conflictiu amb es Pogue, tot i que no opta tant per la violència. Se sol mostrar una serie similitud amb Pope, però sent de l'altre grup. Per tant, també té un punt intel·lectual i pacífic respecte als altres Kooks, però no ho és tant com el Pope.
- John Routledge (interpretat per Charles Halford): És el pare de John B. No apareix als esdeveniments cronològics, ja que la sèrie compensa quan ja van passar 9 mesos des de la seva desaparició. Però en canvi apareix en diversos flashbacksnecessaris per entendre la història. Va estar buscant el gran tresor de Reial Mercader durant més de 20 anys. Anava amb una barca junt amb Ward Cameron a la recerca del tresors, ell el va trair i el va tirar per la borda, ja que volia tenir tot el boti. Finalment Ward Cameron va tornar amb les mans buides i no va comentar res sobre John Routledge. Per sort, John, va anar a parar en una illa, en la qual va poder sobreviure uns dies. Després es va donar per mort, però mai s'ha arribat a veure el seu cadàver. John B està molt orgullós d'ell, tot hi haver discutit l'últim cop que es van veure.
- Susan Peterkin (interpretada per Adina Porter): Més coneguda com a Sheriff Peterkin és la sheriff d'Outer Banks està molt implicada amb la seva feina i molt bona investigant els casos.
- Deputy Shoupe (interpretat per Cullen Moss): Es policia i treballa junt amb la Sheriff Peterkin. Tot hi que ell no és tan bo fent la seva feina, també s'implica i s'esforça. Més tant ell es converteix en Sheriff, i des de llavors que les investigacions comença a ser errònies.
- Barry (interpretat per Nicholas Cirillo): És un jove traficant de drogues, el cual incita a Rafe perquè sigui camell. També treballa com a gerent en una casa d'empenyorament.

### Extres o recurrents
- Luke Maybank (interpretat per Gary Weeks): És el pare de JJ. És alcohòlic i addicte a les drogues. Sovint abusa físicament del seu fill.
- Heyward (interpretat per E. Roger Mitchell): És el pare del pope. És un home molt savi en coneixements de l'illa.
- Mike Carrera (interpretat per Marland Burke): És el pare de la Kira i el marit de l'Anna Carrera.
- Cynthia Thornton (interpretada per Mary Rachel Quinn): És la mare del Topper.
- Scooter Grubbs (interpretat per David Ury): Se'l troba mort, a causa d'una tempesta, al 1r episodi. Era un pescador amb força experiència, tant que la gent se sorprèn de la seva mort.
- Lana Grubbs (interpretada per CC Castillo): És l'esposa de Scooter. Ajuda en la investigació, ja que es creu que la mort de Scooter té a veure.
- Ranger Hayes (interpretat per Jason Kirkpatrick): És el propietari d'un antic far. Sap molt sobre tresors, en concret del Reial Mercader.
- Deputy Plump (interpretada per Chelle Ramos): És policia, però aquesta no té tanta rellevància com els altres dos (Susan Peterkin i Deputy Shoupe). Només surt en alguns moments puntuals.
- Agent Bratcher (interpretat per Brad James): És un agent del SBI. Aquest només surt en els últims episodis.
- Cruz (interpretat per Brian Stapf): És un criminal que persegueix i arrasa, sense pietat, a tothom que tingui alguna cosa a veure amb la brúixola de John Routledge. Ja que vol quedar-se amb ella.
- Ratter (interpretat per Brad Ashten): També és un criminal, el qual treballa junt amb Cruz, pels mateixos a objectius.
- Ms. Crain (interpretada per Sharon E. Smith): És una senyora gran i sega. Encara que ella no ho sap, té el tresor del Reial Mercader sota el soterrani de casa seva. Corre rumors de què ella va matar el seu marit, Leon, amb una destral i la seva filla, d'amagat, ho va veure.

## Producció

### Creació
Netflix, al 3 de maig de 2019, va proposar fer la sèrie, aquesta es llençaria amb 1 temporada de 10 episodis. Josh Pate, Jonas Pate i Shannon Burke (guionista) van decidir comprometre's a crear-la i produir-la. Així va ser; al 31 de març de 2020 va ser llençat el tràiler i el 15 d'abril del 2020 ja va ser llançada la 1a temporada a Netflix.

### Escenaris
Jonas Pate va proposar fer el rodatge als Estats Units, Carolina del Nord, concretament a una cadena d'illes situades a la costa. Aquestes illes s'anomenen Outer Banks, d'aquí ve el nom de la sèrie.

### Curiositats i referències
Algunes curiositats i referències que surten a la sèrie:
- Els telèfons mòbils tenen molt poca presència a la sèrie. En una entrevista a Chase Stokes (John B), l'actor va dir que aquesta falta de presència dels dispositius es va dur a terme expressament, com a estratègia per a ressaltar l'amistat entre els personatges i per no treure màgia a la història.[5]

## Recepció del públic i crítiques
Des del seu llançament ha tingut força repercussió a Netflix. La popularitat no ha sigut el seu punt fort, ja que hi ha títols, com "Élite", "La casa de papel" o "Stranger Things", que passen per davant, però en canvi ha sigut una de les sèries que més ha agradat i ha tingut una molt bona recepció de cara al públic.
Google indica que a un 95% dels usuaris els ha agradat la sèrie, és a dir que l'han valorat positivament. A més, les valoracions escrites han sigut bones, ja que Outer Banks és considerada una de les 25 millors sèries de Netflix, per crítiques. També va arribar al top de les sèries amb més visualitzacions a Netflix. Tot hi que predominen i tenen més pes les valoracions positives, també n'hi ha hagut de negatives. Alguns resums de crítiques són els següents:
- Els joves són molt carismàtics.
- Ha sigut dels drames adolescents més divertits que s'han estrenat en els últims temps.
- Una sèrie enginyosa. Segur que el primer capítol enganxarà a molta gent.
- Ho té tot: lluita de classes, una recerca del tresor, i un romanç prohibit.
- De menys a més... Al principi no crida gaire l'atenció, però després va millorant: 6,5/10.
- Té una bona base i empatitzes amb els personatges. També té una bona ambientació musical. L'escenografia i els paisatges són agradables i destacables, però en canvi la trama de la temporada 1 ha sigut fluixa: 7/10.
- La combinació de misteri i romanç no funciona.
- Al guió li falta consistència i la qualitat dels primers capítols és decepcionant.
- Té un mal guió, però hi ha coses pitjors.
- És una sèrie estúpida, ridícula i molt poc divertida.
- No funciona ni com a entreteniment lleuger.